# Luis Jordana de Pozas
Luis Jordana de Pozas (Saragossa, 14 de desembre de 1890 - Madrid, 22 d'octubre de 1983) fou un jurista aragonès, catedràtic de dret administratiu i acadèmic de la Reial Acadèmia de Ciències Morals i Polítiques.

## Biografia
Era fill de Jorge Jordana y Mompeón, alcalde de Saragossa. En 1912 es llicencià en dret a la Universitat de Saragossa i el 1913 es doctorà en la Universitat Complutense de Madrid i va obtenir una beca de la Junta d'Ampliació d'Estudis per ampliar estudis en la Facultat d'Economia i Ciències Socials de la Universitat de Londres. Quan va tornar participa activament en l'organització del II Congrés Nacional de Regs presentant una comunicació sobre la Distribució de la propietat en l'horta de Saragossa, i fou nomenat secretari de la Casa de Ramaders de Saragossa.
En 1914 fou nomenat professor auxiliar en la Facultat de Dret de Saragossa, el 1916 obtingué la càtedra de Dret Administratiu de la Universitat de Santiago de Compostel·la i el 1918 de la Universitat de València. Simpatitzant d'Antoni Maura i Montaner, participà en la fundació del Partit Social Popular. Col·laborà amb la Dictadura de Primo de Rivera i de 1923 a 1926 fou diputat de la Diputació de València alhora que assessorava al ministre José Calvo Sotelo. El 1927 fou nomenat membre de l'Assemblea Nacional Consultiva primoriverista. Va participar en la redacció de les principals lleis de la Dictadura, com l'Estatut Municipal (1924), la Llei de Classes Passives (1926), la de Previsió contra l'Atur Forçós, i en la nova legislació d'Accidents de Treball el 1931 i 1932. En 1934 fou nomenat subdirector de l'Instituto Nacional de Previsión.
En maig de 1936 es va reincorporar com a catedràtic a la Universitat de Santiago de Compostel·la. Col·laborà activament amb el bàndol franquista, raó per la qual fou nomenat el 1939 director de la Secció Administrativa de l'Instituto de Estudios Políticos, membre del CSIC, el 1941 catedràtic de dret administratiu de la Universitat de Madrid i el 1945 membre del Consell d'Estat d'Espanya. En 1940 fou escollit acadèmic de la Reial Acadèmia de Ciències Morals i Polítiques.
De 1943 a 1946 fou procurador en Corts com a membre de la Confederació Nacional de Sindicats, càrrec que va repetir de 1961 a 1967 com a representant de les Acadèmies i del CSIC. En 1950 fou nomenat director de l'Instituto Nacional de Previsión i el 1955 director del consell de redacció de la Revista de Administración Pública.
També fou membre de la Reial Acadèmia de Jurisprudència i Legislació, de l'Acadèmia de Ciències de Bolonya, del Royal Institute of Public Administration de Londres i membre degà del Col·legi d'Aragó, promogut per la Institució «Fernando el Católico» de la Diputació provincial de Saragossa.

## Obres
- Los accidentes del trabajo agrícola en España, Madrid, Reus, 1913. .
- Apuntes para un estudio del movimiento obrero en Zaragoza, Madrid, Impta. suc. de M. Minuesa de los Ríos, 1915.
- La cuestión agraria en Irlanda. Su historia y estado actual, Madrid, Impta. sucª de M. Minuesa de los Ríos, 1916.
- La caja nacional de seguro de accidentes del trabajo y sus primeros resultados, Madrid, Instituto Nacional de Previsión, 1933.
- Estudios de administración local y general, Madrid, Instituto de Estudios de Administración Local, 1961
- Estudios sociales y de prevención. Vol. I: Monografías, artículos y discursos (VIII – 516 pp.); vol. II, Conferencias, prólogos e informes (405 pp.), Madrid, Instituto de Estudios de Administración Local, 1961.
- Diccionario jurídico español – francés y francés – español (en col·laboració amb Oliverio Merlin), Paris, Edit. de Navarra, 1968.